# Gnophomyia laticincta
Gnophomyia laticincta är en tvåvingeart som beskrevs av Alexander 1919. Gnophomyia laticincta ingår i släktet Gnophomyia och familjen småharkrankar.
Artens utbredningsområde är Panama. Inga underarter finns listade i Catalogue of Life.